# Fluorur de calci
El fluorur de calci, CaF₂, és un compost químic inorgànic iònic format per cations calci, Ca2+ i anions fluorur, F-. Es presenta en forma de cristalls blancs o de pols. De forma natural se'l troba en el mineral fluorita. És un compost molt insoluble en aigua. Cristal·litza en el sistema cúbic on el Ca2+ es coordina amb 8 anions fluorur, F-, i cada anió fluorur amb 4 cations Ca2+.
És una substància lleugerament tòxica per als humans (LD50: 4250 mg/kg en rates) però no representa excessius problemes per la seva baixa solubilitat.
El fluorur de calci natural és una important font d'anions fluorur i per això és emprat en diferents processos químics. De la fluorita s'obté el sulfat de calci, CaSO₄, i fluorur d'hidrogen, HF, per reacció amb l'àcid sulfúric, H₂SO₄:
CaF2(s) + H₂SO4(l) → CaSO4(s) + 2 HF(g)
El fluorur d'hidrogen així obtingut es transforma posteriorment el fluor, F₂, fluorocarbonis, etc.

## Aplicacions

### Òptica
El fluorur de calci s'empra en instruments òptics, ja que és transparent a la radiació que va de l'infraroig a l'ultraviolat (des de 0,125 µm a 9 µm de longitud d'ona). El seu índex de refracció és 1,4365 a 0,5 µm. Representa un avantatge per a aquests usos d'òptica que sigui un material químicament bastant inert, però presenta una lleugera birefringència que es veu incrementada per davall de 0,157 µm de longitud d'ona, la qual cosa excedeix el límits de tolerància. S'empra en la fabricació de prismes, lents, plans, discs, etc. que són utilitzats en instruments com espectroscopis, analitzadors, microscopis, làsers UV, piròmetres, etc.

### Metal·lúrgia
S'empra en la fosa del ferro, en la fabricació del fluorur d'hidrogen, en l'elaboració de criolita sintètica (Na₃AlF₆) emprada en la reducció electrolítica de la bauxita per obtenir alumini, en les metal·lúrgies de l'antimoni, plom, magnesi, ferro, silici, manganès, coure, or i argent.

### Indústria
El fluorur de calci també s'empra en la manufactura de vidres, de la llana mineral, de materials fosforescents, en pigments de pintures, agent d'unió d'abrasius i per a preservar la fusta.